# Carlos María Collazzi Irazábal
Carlos Maria Collazzi Irazábal (Rosario, 20 settembre 1947) è un vescovo cattolico uruguaiano, dal 26 settembre 2023 vescovo emerito di Mercedes.

## Biografia
Nato a Rosario nel 1947, è ordinato sacerdote il 4 ottobre 1980. Subito dopo entra a far parte della Società salesiana di San Giovanni Bosco.
Nominato da Giovanni Paolo II vescovo di Mercedes il 14 febbraio 1995, il 26 marzo dello stesso anno viene consacrato vescovo dal suo predecessore Andrés María Rubio Garcia, co-consacranti il vescovo di Canelones Orlando Cabrera Romero e il vescovo di Florida Raúl Horacio Scarrone Carrero.
Nel maggio 2011 viene eletto capo del comitato economico della CELAM.
Nel dicembre 2011 e gennaio 2012 viene inviato dal Vaticano in Cile per indagare sulla situazione dei sacerdoti associati a Fernando Karadima, sospeso dalle sue funzioni sacerdotali all'inizio del 2011 per abusi sessuali sui minori. Come risultato del suo rapporto, da molti definito "superficiale", i sacerdoti ricevono solo alcune ore di addestramento aggiuntivo.
Nel novembre 2015 è eletto per la terza volta presidente della Conferenza episcopale dell'Uruguay, da aprile 2016 ad aprile 2019. È primo vicepresidente della Conferenza episcopale dell'America latina (CELAM) dal 2015 al 2019.
Il 26 settembre 2023 papa Francesco accoglie la sua rinuncia, presentata per raggiunti limiti di età, al governo pastorale della diocesi di Mercedes; gli succede Luis Eduardo González Cedrés, fino ad allora vescovo ausiliare di Montevideo.

## Genealogia episcopale e successione apostolica
La genealogia episcopale è:
- Cardinale Scipione Rebiba
- Cardinale Giulio Antonio Santori
- Cardinale Girolamo Bernerio, O.P.
- Arcivescovo Galeazzo Sanvitale
- Cardinale Ludovico Ludovisi
- Cardinale Luigi Caetani
- Cardinale Ulderico Carpegna
- Cardinale Paluzzo Paluzzi Altieri degli Albertoni
- Papa Benedetto XIII
- Papa Benedetto XIV
- Papa Clemente XIII
- Cardinale Marcantonio Colonna
- Cardinale Giacinto Sigismondo Gerdil, B.
- Cardinale Giulio Maria della Somaglia
- Cardinale Carlo Odescalchi, S.I.
- Cardinale Costantino Patrizi Naro
- Cardinale Lucido Maria Parocchi
- Papa Pio X
- Papa Benedetto XV
- Papa Pio XII
- Cardinale Eugène Tisserant
- Arcivescovo Raffaele Forni
- Arcivescovo Carlos Parteli Keller
- Vescovo Andres María Rubio Garcia, S.D.B.
- Vescovo Carlos Maria Collazzi Irazábal, S.D.B.

La successione apostolica è:
- Vescovo Pedro Ignacio Wolcan Olano (2018)